# マイケル・レーガン
マイケル・エドワード・レーガン（Michael Edward Reagan, 1945年3月18日 - ）は、アメリカ合衆国の政治コメンテイター、共和党の戦略家、元ラジオトーク番組司会者である。第40代アメリカ合衆国大統領のロナルド・レーガンとその最初の妻で女優のジェーン・ワイマンの養子である。彼はニュースマックスでコラムニストとして活動している。

## 生い立ち
マイケル・エドワード・レーガンはケンタッキー州出身の未婚女性のエッシー・アイリーン・フラウガー（Essie Irene Flaugher, 1916年10月18日 - 1985年12月26日）がアメリカ陸軍伍長のジョン・バーゴルツァー（John Bourgholtzer）との交際を経て妊娠した後、ロサンゼルスのハリウッド長老会医療センターでジョン・チャールズ・フラウガー（John Charles Flaugher）という名前で生まれた。彼は生後まもなくロナルド・レーガンとジェーン・ワイマンの養子となった。
彼はロヨラ高等学校には短期間在籍しただけで退学処分となり、そして1964年、彼はアリゾナ州スコッツデール郊外の寄宿学校のジャドソン学校を卒業した。彼はアリゾナ州立大学（1学期弱）とロサンゼルス・バレー・カレッジに通うが卒業はしなかった。
1965年にFBIは組織犯罪捜査の過程でマイケル・レーガンが組織の首領のジョゼフ・ボナンノの息子と交流があることが判明し、公になったら選挙運動の障害になる可能性があるとロナルド・レーガンに警告した。ロナルド・レーガンはFBIに感謝し、息子には付き合いをやめるように伝えると述べた。

## キャリア

### セールスマン
1970年9月以前のレーガンは衣料品会社のハート、シャフナー&マルクスでセールスマンとして働いていた。その後、ロサンゼルスのマイケル・フード・サービス・カンパニーで特別イベントのケータリングのディレクターとなった。1981年、ロバート・ヘリング・シニアが所有する回路基板会社のインダストリアル・サーキットのセールスマンとして雇われた。

### 俳優
レーガンは1985年以降に映画やテレビ番組で端役を演じており、その中には母のジェーン・ワイマンが出演した『Falcon Crest』もあった。

### テレビ
1987年にレーガンはゲーム番組『Lingo』の司会を1シーズンのみ務めた。

### ラジオ
トークラジオでのレーガンの仕事は南カリフォルニアのローカル市場でロサンゼルスのKABCでラジオコメンテイターのマイケル・ジャクソンのトークラジオク番組枠にゲスト司会者として参加したことから始まった。この始まりの後に彼はサンディエゴのKSDOラジオでトーク番組のスポットを獲得した。
レーガンはまた2000年代のほとんどの期間、『The Michael Reagan Show』の司会を務めた。この番組はプレミア・ネットワークスとラジオ・アメリカで販売放送された。これ以降は父親についての講演活動に専念している。

### 作家
1988年、レーガンはジョー・ハイアムズと共同で自伝『Michael Reagan: On the Outside Looking In』を執筆した。彼はまた7歳の時にキャンプ・カウンセラーから性的虐待を受けたことを書いた。
2005年、彼は養子に出された拒絶の感情、両親の離婚、生まれながらクリスチャンになったことについての著書『Twice Adopted』を執筆した。

## 政治的発言

### 同性婚
2013年4月、レーガンはシンジケート・コラムの中でアメリカの教会は同性婚阻止のために十分に戦っていないと批判した。彼は同性婚を支持する議論に関し、複婚、獣姦、殺人を肯定するのにも同様に利用できると主張した。

### マーク・ダイス処刑を呼びかけ
2008年6月、コメンテイターのマーク・ダイスは9・11テロが「内部の犯行」であるという説を肯定する手紙やDVDをイラク駐留のアメリカ軍に送るよう促すキャンペーンを開始した。ダイスの呼びかけによる「兵士への情報提供作戦」を受けてレーガンは彼を反逆罪で処刑されるべきだとコメントした。リベラル・進歩主義的なメディア批評団体であるフェアネス・アンド・アキュラシー・イン・レポーティングは当時のラジオ・アメリカに対し、「司会者が放送中に殺人を呼びかける」ことを許容しているかどうか説明を求めた。

### プロファイリングの支持
2014年10月にレーガンはプロファイリングを支持する発言をした。『Profile or Die』という記事で彼はイスラム国のようなテロリストによる攻撃があった場合、自衛するのは市民に委ねられると主張した。

## 法的問題
1981年、レーガンはカリフォルニア州証券法違反で法廷文書で告発された。ロサンゼルス郡地方検事はレーガンが投資家をおびき寄せて違法に株を手配し、法的に許可されていないにもかかわらず株を売ったと主張した。検事局はレーガンがガソホールを研究する彼のベンチャー企業のアグリカルチャー・エネルギー・リソースに投資された金を不適切に使ったという疑惑を調査した。捜査当局はレーガンが投資家の資金から最大1万7500ドルを自分の生活費に使ったかどうかも調べていると述べた。検事局は同年末にレーガンの両容疑を晴らした。
2012年9月20日、レーガン、ティム・ケリー、ジェイ・ホフマンは「Reagan.com」のドメイン名を中心に構築された電子メール事業に対するパートナーの取り分を留保したとして提訴された。2015年、ロサンゼルス高等裁判所の陪審員はレーガンが変更と受託者義務違反の責任を負うと判断した。レーガンとその仕事仲間はそれぞれ66万2500ドルの損害賠償の支払いを命じられた。

## 私生活
1971年6月、レーガンは元アトランタ・ファルコンズのラインのコーチであるデュエイン・パットナムの娘のパメラ・ゲイル・パットナム（Pamela Gail Putnam, 1952年生）と結婚した。2人は1972年に離婚した。
1975年にレーガンはインテリアコーディネーターのコリーン・スターンズ（Colleen Sterns）とザ・チャーチ・オン・ザ・ウェイで結婚した。夫婦はキャメロン（Cameron）とアシュリー（Ashley）という子をもうけた。レーガン夫妻はロサンゼルスのトルーカ・レイク地区に住んでいる。
2011年1月、彼は義弟でロナルド・レーガンと後妻のナンシー・レーガンの実子でもあるロン・レーガンが父が大統領任期中にアルツハイマー病を患っていたと回想録で推測したことを「恥ずべき事」だと指摘した。